# Amphicynodontidae
Amphicynodontidae é uma família de mamíferos carnívoros primitivos, cujo aspecto lembrava vagamente um guaxinim, mas que foram ancestrais dos Hemicyonidae, e através destes dos ursídeos (Ursidae). Os gêneros Kolponomos, Allocyon e Pachycynodon parecem formar um subgrupo próximo aos ancestrais dos Pinípedes (= Phocoidea).

## Taxonomia
- Gênero †Parictis Scott, 1893
- Gênero †Amphicynodon Filhol, 1881
  - Amphicynodon velaunus
  - Amphicynodon leptorhynchus
  - Amphicynodon typicus - Europa
  - Amphicynodon chardini
  - Amphicynodon gracilis - Europa
  - Amphicynodon cephalogalinus
  - Amphicynodon  crassirostris
  - Amphicynodon  bachyrostris
  - Amphicynodon  teilhardi Matthew e Granger, 1924 (=A. mongoliensis)  - Oligoceno Inferior, Hsanda Gol, Mongólia
- Amphicticeps Matthew e Granger, 1924
  - Amphicticeps shackelfordi Matthew and Granger, 1924  - Oligoceno Inferior, Hsanda Gol, Mongólia
  - Amphicticeps dorog Wang et al., 2005 - Oligoceno Inferior, Hsanda Gol, Mongólia
  - Amphicticeps makhchinus  Wang et al., 2005 - Oligoceno Inferior, Hsanda Gol, Mongólia
- Gênero †Kolponomos Stirton, 1960
  - Kolponomos clallamensis (Stirton, 1960)
  - Kolponomos newportensis (Tedford et al., 1994) - Mioceno Inferior
- Gênero †Allocyon Merriam, 1930
  - Allocyon loganensis Merriam, 1930
- Gênero †Pachycynodon
  - Pachycynodon crassirostris
  - Pachycynodon boriei
  - Pachycynodon filholi
  - Pachycynodon tenuis
  - Pachycynodon tedfordi Wang e Qiu, 2003 - Oligoceno Inferior, Saint Jacques, Nei Mongol, China